# Windawa (rzeka)
Windawa, Wenta (łot. i lit. Venta, ros. Вента, niem. Windau) – rzeka w północnej Litwie i w zachodniej Łotwie (Kurlandia). Długość – 346 km, z tego 178 na Łotwie, powierzchnia zlewni – 11 800 km², z czego 67% na Łotwie, 33% na Litwie.
Windawa ma źródła w okolicach miasta Kurszany (Kuršėnai), w okręgu szawelskim (Šiaulių apskritis) Litwy. Do Morza Bałtyckiego uchodzi w łotewskim porcie Windawa.
Na Windawie leżą Ventas rumba – najszersze w Europie progi wodne.
Główne miasta położone nad Windawą to Możejki, Kuldīga i Windawa. Najdłuższe dopływy to: Abava, Wyrwita i Varduva.